# Dinastía kayar

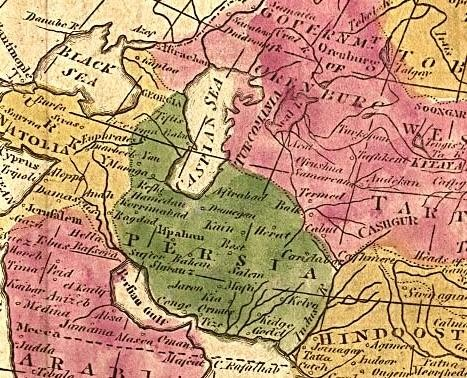
Imperio persa en 1808

La dinastía kayar (también escrito qajar, qayar, qadjar o qājār; en persa: سلسله قاجاریه‎ o دودمان قاجار), oficialmente Dominios custodiados de Irán (en persa: ممالک محروسهٔ ایران‎), fue una familia real de Irán, de origen Oghuz, que gobernó el Imperio persa  desde 1785 hasta 1925. La familia Kayar tomó el control total de Irán en 1794, al deponer a Lutf Ali Kan Zand, el último sah de la dinastía Zand. Reafirmaron la soberanía persa sobre los anteriores territorios iraníes de Georgia y el Cáucaso. En 1796, Aga Muhammad Kan fue coronado formalmente como sah de Persia. Fue sucedida por la dinastía Pahlaví en 1925.
Kayar (también escrito qajar, qayar, qadjar o qājār; en persa: سلسله قاجاریه o دودمان قاجار‎) es el término comúnmente usado para describir Irán (por entonces conocido como Persia) bajo el gobierno de la familia real Kayar, que gobernó en Irán desde 1794 hasta 1925.

## Desarrollo histórico

### Orígenes
Los gobernantes kayar eran miembros del clan Quvanlu de los kayar, originalmente miembros de la rama oguz de los pueblos túrquicos. Los Kayar se asentaron durante el período mongol en los alrededores de Armenia y estaban entre las siete tribus qizilbash que apoyaron a los safávidas. Los safávidas abandonaron Arran (en lo que actualmente es la República de Azerbaiyán) a los kanes locales turcohablantes, y en 1554 Ganyá fue gobernada por Sahverdi Soltan Ziyadoglu Kayar, cuya familia pasó a gobernar Karabaj en Arran Meridional.
Los kayar llevaron a cabo una serie de misiones diplomáticas y gobiernos en los siglos xvi y siglo xvii para los safávidas. Los kayar fueron reasentados por el sah Abás I el Grande por toda Persia. Muchos de ellos también se asentaron en Astarabad (hoy Gorgán), cerca de la esquina sureste del mar Caspio, y sería esta rama de los kayar la que se alzaría con el poder. El antecesor inmediato de los kayar, el sah Qoli Jan Kayar Qovanlu, de los Qovanlu de Ganyá, contrajo matrimonio con los Kayar Qovanlu de Astarabad. Su hijo, Fath Alí Jan Kayar, nacido alrededor de 1685-1693, fue un renombrado comandante militar durante el reinado de los sahs safávidas Husáin y Tahmasp II. Fue asesinado por orden de Tahmasp Qoli Jan Afshar (Nadir Sah) en 1726. El hijo de Fath Alí Jan, Muhammad Hasán Jan Kayar (1722-1758), fue asesinado por orden de Karim Jan Zand, y fue el padre de Aga Muhámmad Jan y Huséin Qoli Jan (Jahansouz Sah) Kayar (padre de Baba Jan, el futuro Fath Alí Sah Kayar).
Dentro de los 126 años transcurridos entre el declive del Imperio safávida y el auge de Nasereddín Sah, los Kayar evolucionaron desde una tribu de pastores guerreros con plazas fuertes en el norte de Persia hacia una dinastía persa con todos los símbolos de una monarquía persa islámica.

### Aga Muhammad Kan (1794-1797): subida al poder

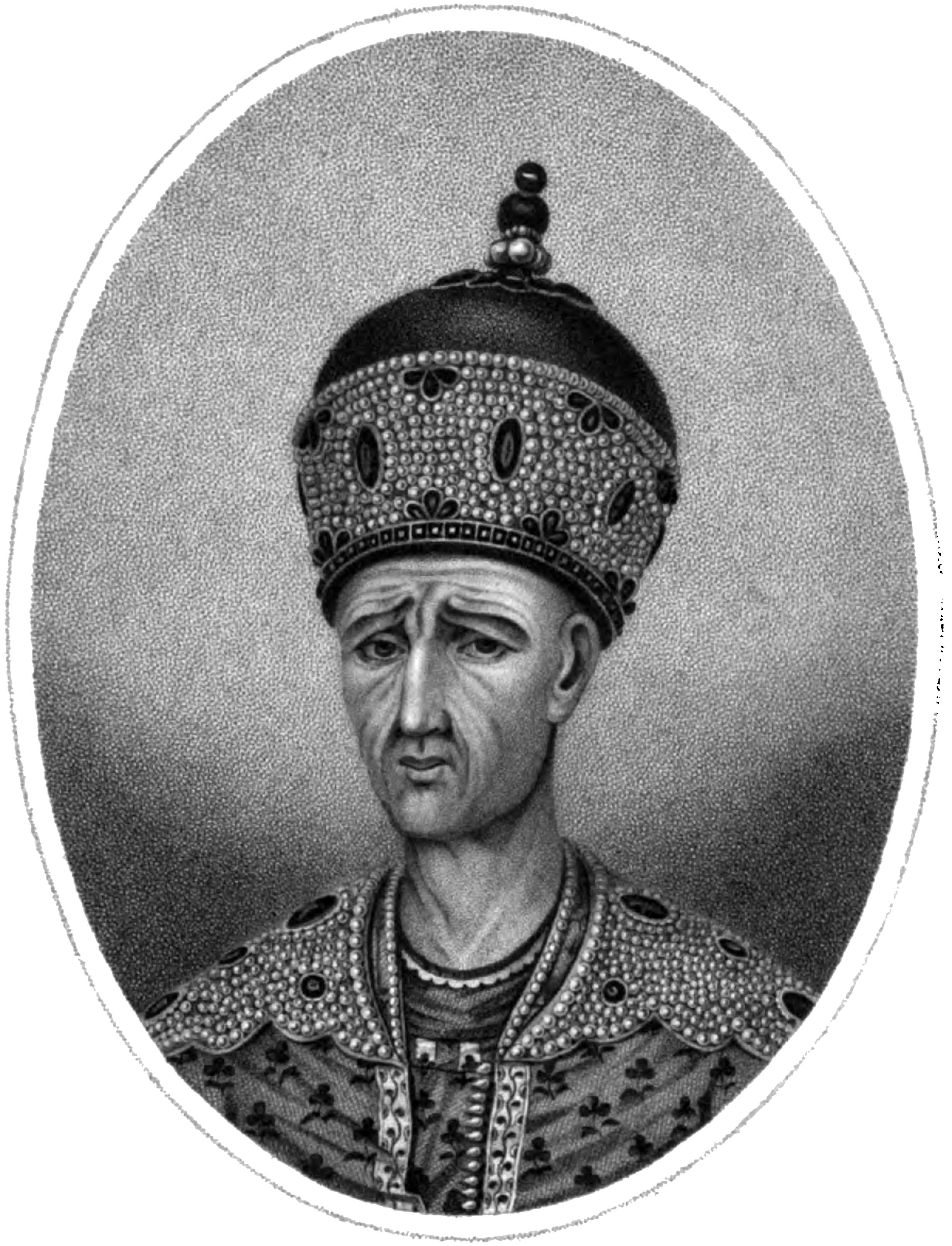
Aga Muhámmad Kan, fundador de la dinastía Kayar

Como virtualmente cada dinastía que gobernó Persia desde el siglo xi, los kayar tomaron el poder con el apoyo de fuerzas tribales túrquicas, mientras que usaban a persas educados en su burocracia. En 1779, después de la muerte de Muhámmad Karim Jan Zand, la dinastía Zand que gobernaba Persia Meridional, el líder de la tribu kayar Aga Muhámmad Kan decidió reunificar Irán. Aga Muhámmad Kan había sido castrado en su niñez por los enemigos de su padre y fue uno de los reyes más crueles incluso según los estándares del siglo xviii iraní. En la lucha por el poder devastó ciudades, masacró poblaciones enteras y cegó a unos 20 000 hombres en la ciudad de Kermán, porque sus habitantes prefirieron defender la ciudad contra su cerco.
Los ejércitos kayar estaban compuestos de una pequeña escolta de turcomanos y esclavos georgianos. Para el año 1794, Aga Muhámmad Kan había eliminado a todos sus rivales, incluido Lotf Alí Jan, el último de la dinastía Zand, y había restablecido el control de Irán sobre los territorios en el Cáucaso. En 1796 Aga Muhámmad estableció su capital en Teherán, una villa cerca de las ruinas de la antigua ciudad de Rayy; ese año fue coronado como sah. No obstante, al año siguiente fue asesinado en Susa, capital del kanato de Karabaj, y le sucedió su sobrino, Fath Alí Sah Kayar, quien reorganizó el Estado Kayar.

### Fath Alí Sah (1797-1834): la guerra con Rusia
Desde comienzos del siglo xix Persia comenzó a sufrir presiones por parte de Rusia y Reino Unido, dentro del marco de lo que se ha llamado El Gran Juego. El interés de los británicos por Persia se debía a la necesidad de proteger las rutas comerciales hacia el Indo, mientras que el interés de los rusos estaba en la expansión hacia el golfo Pérsico.
En 1807 se firmó el Tratado de Finkenstein con Francia, si bien quedó anulado al firmarse con Rusia el tratado de Tilsit, al que se sumó otro tratado con Gran Bretaña que prohibía el paso de tropas extranjeras por Persia en dirección a la India. En 1803, bajo Fath Alí Sah, los Kayar habían emprendido la lucha contra el Imperio ruso, en lo que se conoce como la guerra ruso-persa de 1804-1813, debido a preocupaciones por la expansión de Rusia hacia el Cáucaso. Este era un dominio iraní, aunque algunos de los kanatos del Cáucaso eran considerados independientes o semiindependientes para la época de la expansión rusa del siglo xix. Este periodo marcó las mayores invasiones militares y económicas sobre los intereses iraníes durante la época colonial. El ejército kayar sufrió una gran derrota militar y, bajo los términos del tratado de Gulistán en 1813, Irán reconoció la anexión rusa de Georgia y la mayor parte de la región del Cáucaso, además de derechos exclusivos de navegación por el mar Caspio. La intervención afgana en Jorasán provocó una guerra que terminó con la ocupación temporal persa de Herat en 1813. Una posterior guerra con los otomanos trajo pocas consecuencias para ambos bandos. 
La segunda guerra ruso-persa (1826-1828) acabó incluso peor para el Irán kayar con la ocupación temporal de Tabriz. Mediante el tratado de Turkmenchay (1828), Irán reconoció la soberanía rusa sobre toda la Transcaucasia, la región al norte del río Aras, comprendiendo Armenia y Azerbaiyán, y dio privilegios de extraterritorialidad a los súbditos rusos. Por lo tanto, después de las guerras ruso-persas, el tratado de Gulistán (1812) y el de Turkmanchay (1828) dieron por resultado que Persia perdió todos sus territorios del Cáucaso al norte del río Aras. A lo largo del siglo Rusia forzó a los kayares a abandonar todos sus territorios en el Asia Central.

### Muhammad Sah Kayar (1834-1848)
El reinado de Fath Alí Sah vio incrementarse los contactos diplomáticos con Occidente y el comienzo de intensas rivalidades diplomáticas europeas sobre Persia. En 1834 le sucedió su nieto Muhámmad Sah (nacido Muhámmad Mirza), quien cayó bajo la influencia rusa e hizo dos intentos infructuosos para recuperar Herat. El sah Muhámmad ocupó la isla de Ashuradeh en 1840, y en 1847 firmó el Tratado de Erzurum con Turquía para fijar las fronteras. Cuando Muhámmad Sah murió en 1848, la sucesión pasó a su hijo Nasereddín, quien probó que era el soberano kayar más capaz y exitoso.

### Nasereddín Sah Kayar (1848-1896): desarrollo y declive
Durante el reinado de Nasereddín Sah se introdujo en Persia la ciencia occidental, su tecnología y sus métodos educacionales y comenzó la modernización del país. Así, en 1851 el país se vinculó mediante conexión telegráfica con Europa y la India. 

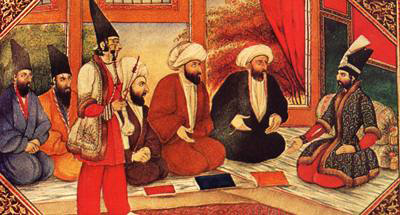
Mulás en presencia real. El estilo pictórico es marcadamente kayarí

Mirza Taghi Kan Amir Kabir fue el consejero y agente de policía del joven príncipe Nasereddín. Al morir Muhámmad Sah en 1848, Mirza Taqi fue ampliamente responsable de asegurar la sucesión a la corona del joven príncipe. Cuando Nasereddín le sucedió en el trono, Amir Nezam fue premiado con la posición de primer ministro y el título de «Amir Kabir», el Gran Gobernante.
En aquella época Persia estaba casi en bancarrota, el gobierno central era débil y las provincias eran prácticamente autónomas. Durante los siguientes dos años y medio Amir Kabir inició importantes reformas en casi todos los sectores de la sociedad: reformó el sistema fiscal, reforzó el control central sobre la administración, potenció el comercio y la industria, y redujo la influencia de los clérigos chiitas y de las potencias extranjeras. Se recortó el gasto gubernamental y se distinguió entre fondos públicos y privados. Se revisaron los instrumentos de la Administración central, y Amir Kabir asumió la responsabilidad de la burocracia para todas las regiones. La interferencia extranjera en los asuntos interiores de Persia fue restringida y se impulsó el comercio exterior. Se emprendieron obras públicas como el bazar en Teherán. Amir Kabir promulgó un edicto prohibiendo la escritura ornamentada y excesiva formalmente en documentos gubernamentales; el comienzo del estilo en prosa moderno data de esta época.
Uno de los grandes logros de Amir Kabir fue la construcción de Dar ol-Fonún (Politécnico de Teherán, en 1851), la primera institución de enseñanza superior en Persia. Dar-ol-Fonún fue creada para formar a un nuevo cuadro de administradores y familiarizarlos con las técnicas occidentales. Amir Kabir ordenó que se construyera la escuela en el límite de la ciudad, de manera que pudiera extenderse en lo que hiciera falta. Contrató a instructores franceses y rusos, así como persas para enseñar temas tan diferentes como Lengua, Medicina, Derecho, Geografía, Historia, Economía e Ingeniería. Empero, Amir Kabir no vivió lo suficiente para ver acabado su gran monumento, pero aún permanece en Teherán como un signo de sus reformas.
A estas se opusieron varios notables que quedaron excluidos del gobierno. Consideraban a Amir Kabir un advenedizo social y una amenaza a sus intereses y formaron una coalición contra él, en la que estuvo activa la reina madre, quien convenció al joven sah de que Amir Kabir quería usurpar el trono. En octubre de 1851 el sah lo depuso y lo exilió a Kashán, donde fue asesinado por orden del sah. A través de su matrimonio con Ezzat od-Doleh, Amir Kabir había sido cuñado del sah. 
Nasereddín Shah intentó explotar la mutua desconfianza entre la Gran Bretaña y Rusia para conservar la independencia de Persia, pero la interferencia extranjera y la invasión se incrementó bajo su gobierno. Contrajo préstamos extranjeros para financiar viajes caros a Europa, que fueron las primeras visitas de un soberano iraní a Occidente. Estos viajes eran parte de una estrategia para colocar a Persia en el mapa como un Estado independiente, antiguo pero civilizado.[cita requerida] Aunque los viajes en este campo fueron bastante exitosos, no fue capaz de impedir que el Reino Unido y Rusia invadieran regiones en que la influencia persa era tradicional. En 1854 se produjo la guerra de Aqdarband en Sarajs. En 1856, durante la guerra anglo-persa, el Reino Unido impidió que Persia volviera a afirmar su control sobre Herat. La ciudad había sido parte de Persia en la época safávida, pero Herat había estado bajo gobierno no persa desde mediados del siglo xviii. Los británicos apoyaban la incorporación de la ciudad a Afganistán, país que en gran parte fue creado por el Reino Unido para extender hacia el este el Estado tapón entre sus territorios indios y el Imperio ruso en expansión. Gran Bretaña también extendió su control sobre otras regiones del golfo Pérsico durante el siglo xix. Esta breve guerra con Gran Bretaña por el territorio afgano terminó con la evacuación persa de Herat.
En 1871, bajo la influencia de Mirza Husein Kan Moshir od-Dowleh, nuevo primer ministro del sah, se constituyó un gobierno de estilo europeo. Moshir od-Dowleh fue rápidamente destituido por el sah debido a que los conservadores temían la influencia extranjera, pero el movimiento por la reforma seguía en marcha. Al año siguiente Nasereddín Sah concedió a cambio de 200 000 dólares el derecho exclusivo de construcción de minas, ferrocarriles, tranvías, presas, carreteras y fábricas durante 60 años al barón británico Paul Julius de Reuter, en una medida que fue calificada por el virrey de la India y secretario de estado de Asuntos Exteriores británico Lord Curzon como «la rendición más completa de todos los recursos de un reino a manos extranjeras que se haya jamás soñado, aún menos realizado en la historia». Las reacciones suscitadas por la concesión en Irán y en Rusia obligó al sah a cancelarla.
Para el año 1881 Rusia había completado su conquista de lo que hoy es Turkmenistán y Uzbekistán, llevando la frontera de Rusia a la frontera noreste de Persia y cortando lazos persas históricos a las ciudades de Bujará y Samarcanda. Los británicos, hacia quienes se volvieron los persas para contrarrestar la influencia rusa, aconsejaron al sah abrir el país más al comercio extranjero, lo que hizo Nasereddín Sah en 1888, cuando abrió el río Karún (Juzestán) al comercio extranjero y dio a Paul Reuter una concesión para abrir el primer banco en Irán. Luego otorgó otra concesión en 1890 a otra compañía británica para el monopolio del tabaco. Bajo presión popular y religiosa, el Sah fue obligado a anular tales concesiones, porque pusieron los asuntos económicos en gran medida bajo control británico. A finales del siglo xix muchos persas creyeron que sus gobernantes estaban en deuda con los intereses extranjeros. En 1882 fundó la Brigada Cosaca, que reunía a rusos bajo mando persa.
El largo reinado de Nasereddín Sah, de más de cincuenta años, y sus viajes a Europa abrieron el país a nuevas corrientes de pensamiento a las que era hostil gran parte del clero chií. Nasereddín Sah fue asesinado 1896 por un clérigo, acontecimiento único en los anales de la Persia moderna que precede a la revolución constitucional, la primera en un país musulmán.

### Mozaffareddín Sah (1896-1907)
Cuando Nasereddín Sah Kayar fue asesinado por Mirza Reza Kermani en 1896, la corona pasó a su hijo Mozaffareddín. Este fue un gobernante moderado y amable, pero también poco efectivo. La extravagancia real y la ausencia de ingresos exacerbó los problemas financieros. El sah rápidamente gastó dos grandes préstamos de Rusia, en parte en viajes a Europa. El enojo público se cebó en la propensión del sah a hacer concesiones a los europeos a cambio de generosos pagos a él y sus oficiales. La gente comenzó a exigir freno a la autoridad real y el establecimiento del gobierno de derecho al tiempo que creció su preocupación sobre la influencia extranjera, especialmente rusa.

### Muhámmad Alí Sah (1907-1909): la Revolución constitucional

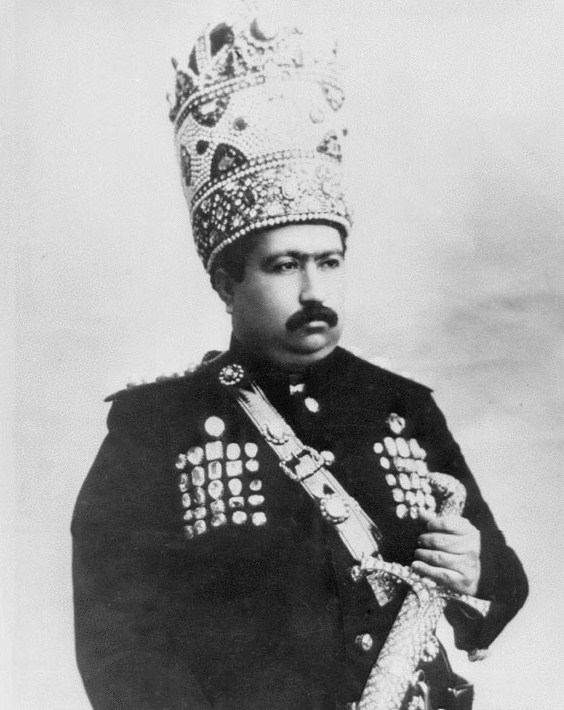
Durante su reinado, Muhámmad Alí Sah Kayar trató de frenar la Revolución constitucional iraní.

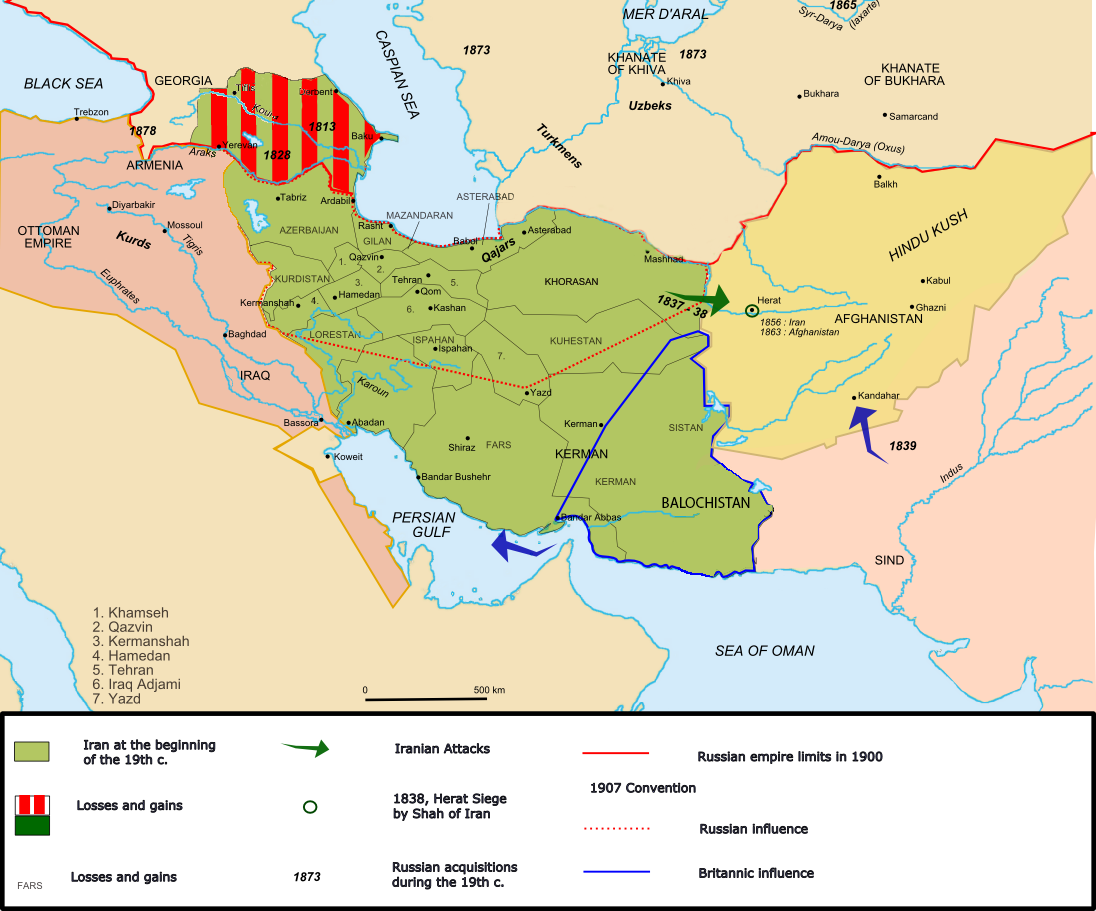
Persia en los siglos y

Debido al descontento popular por la injerencia extranjera, las concesiones a los europeos, el declive económico y las nuevas ideas de libertad, democracia y modernidad, en 1906 estalló la Revolución constitucional. El fracaso del sah a la hora de responder a las protestas de la clase dirigente religiosa, los comerciantes y otras clases llevan en enero de 1906 a los líderes comerciantes y religiosos, con los ayatolás Seyyed Abdollah Behbahaní y Seyyed Mohámmad Tabatabaí a la cabeza, a refugiarse en las mezquitas en Teherán y fuera de la capital. Cuando el sah negó una promesa para permitir el establecimiento de una «casa de justicia» o asamblea consultiva, diez mil personas guiadas por los comerciantes tomaron santuario en junio en el complejo habitacional de la legación británica en Teherán. En agosto el sah, a través de la emisión de un decreto promulgó una Constitución. En octubre una asamblea elegida convino y escribió una constitución que proporcionó limitaciones estrictas del poder real y una Asamblea Consultiva Nacional (Machlis) con amplios poderes para representar al pueblo, y un gobierno con un gabinete sujeto a la confirmación por la Asamblea. El sah firmó la constitución el 30 de diciembre de 1906, pero, contrario a dar todo su poder a la Asamblea, adjuntó una advertencia que hizo precisa su firma con todas las leyes para su promulgación. Murió cinco días después. 
Las Leyes Fundamentales Suplementarias aprobadas en 1907 proporcionaban, dentro de unos límites, libertad de prensa, opinión y asociación y por la seguridad de vida y propiedad. La Revolución constitucional marcó el final del periodo medieval en Persia.[cita requerida] Sin embargo, no se realizaron las esperanzas de un gobierno constitucional.
En mayo de 1908 se descubrió un yacimiento de petróleo en Mashid Suleyman, en el sudoeste de Irán. Una firma comercial británica, Concessions Syndicate, que operaba en nombre de William Knox d'Arcy y la Burmah Oil Company de Glasgow, obtuvo concesiones sobre el petróleo y se construyó un oleoducto entre Mashid Suleyman y la orilla izquierda del río Arvand, donde se creó una refinería. Para exportar el petróleo iraní fundaron la Anglo-Persian Oil Company.
El hijo de Mozaffareddín Sah, Muhámmad Alí Sah —quien a través de su madre era también nieto del primer ministro Amir Kabir—, intentó con ayuda de Rusia rescindir la Constitución y abolir el gobierno parlamentario. Después de varias disputas con los miembros de la Asamblea, en junio de 1908 usó su Brigada de Cosacos Persas, compuesta por oficiales rusos, para bombardear el edificio donde se alojaba, arrestar la mayoría de los diputados y cerrarla. La resistencia al sah, sin embargo, se concentró en Tabriz, Ispahán, Rasht y otros lugares. En julio de 1909 las fuerzas constitucionales marcharon desde Rasht e Ispahán hasta Teherán, depusieron al sah y restablecieron la Constitución. El antiguo sah se exilió en Rusia y lo substituyó su hijo de once años de edad, Ahmad.
Aunque habían triunfado las fuerzas constitucionales se enfrentaban a serias dificultades. Las agitaciones de la Revolución constitucional y la guerra civil habían minado la estabilidad y el comercio. Además, el depuesto sah intentó recuperar su trono con apoyo ruso, mediante un desembarco de tropas en julio de 1910. Más serio aún, la esperanza de que la Revolución constitucional inaugurara una nueva era de independencia de las grandes potencias acabó cuando, bajo el Acuerdo Anglo-Ruso de 1907, Gran Bretaña y Rusia acordaron dividirse Persia en esferas de influencia, los británicos en el sur y el este; ambas potencias serían libres de competir por ventaja política y económica en una esfera neutral en el centro. Los asuntos se complicaron cuando Morgan Shuster (también escrito Schuster), un administrador estadounidense contratado como tesorero por el Gobierno persa para reformar sus finanzas, buscó recaudar impuestos de poderosos oficiales que eran protegidos rusos y enviar miembros de la gendarmería del tesoro, un departamento de policía tributaria, en la zona rusa. Cuando en diciembre de 1911 la Asamblea rechazó de manera unánime el ultimátum de Rusia —que exigió el despido de Shuster—, las tropas rusas, ya en el país, se trasladaron a ocupar la capital. Para evitar esto, el 20 de diciembre los jefes bajtiaríes y sus tropas rodearon el edificio de la Asamblea, forzaron la aceptación del ultimátum ruso; cerraron la Asamblea y, una vez más, suspendieron la Constitución.

### Ahmad Sah Kayar(1909-1925): la caída de la dinastía
El último monarca Kayar, Ahmad Shah, nació el 21 de enero de 1898 en Tabriz y subió al trono a la edad de once años. Persia se declaró neutral durante la Primera Guerra Mundial (1914-1918). Pero la entrada en su territorio de tropas otomanas y rusas en direcciones opuestas amenazaba las actividades de la Anglo-Persian Oil Company y, ante el colapso de la Rusia zarista, Gran Bretaña mandó la misión Dunsterville, mientras la provincia de Gilán se rebelaba. Esta ocupación de Persia por tropas extranjeras fue un golpe del que Ahmad Sah nunca se recuperaría. El joven rey, idealista y demócrata pero débil, fue incapaz de garantizar la integridad del país y de hacer que reinase el orden.
En febrero de 1921 Reza Kan dio un golpe de Estado con la ayuda del periodista Seyyed Ziaoddín Tabatabaí y se convirtió en la principal figura política de Persia. Seyyed Ziaoddín fue nombrado primer ministro y firmó un tratado con la República Socialista Federativa Soviética de Rusia que canceló deudas y acuerdos anteriores. Persia obtuvo el ferrocarril desde Yolfa (en la frontera soviética) a Tabriz e igualdad de derechos de navegación sobre el mar Caspio, a cambio de no permitir ataques desde Persia. En 1923 Ahmad Sah abandonó Persia para ir a Europa y no volvió jamás. Tras encontrarse con una gran oposición, Seyyed Ziaoddín acabó dimitiendo y le sustituyó Reza Kan Pahlaví, el poderoso ministro de Guerra. En octubre de 1925 Ahmad Sah fue depuesto oficialmente por el Machlis (Asamblea Consultiva Nacional) bajo la presión de Reza Kan; de este modo, la Asamblea declaró el fin del gobierno kayar. Muhámmad Mossádeq fue uno de los pocos diputados que se atrevieron a protestar por este acto. Reza Pahlaví fue nombrado sah, con lo que se inició la dinastía Pahlaví en el trono del Pavo Real. En 1930 Ahmad Sah murió en Neuilly-sur-Seine (Francia).

## Listado de sahs de Persia entre 1794 y 1925

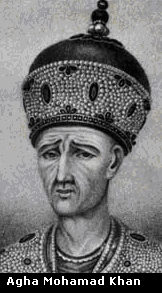
Aga Muhámmad Kan Kayar, fundador de la dinastía

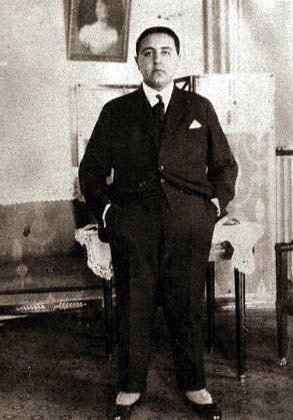
Ahmad Sah Kayar, último de la dinastía, en París, hacia 1925

- Aga Muhámmad Kan Kayar (1794-1797)
- Fath Alí Sah (1797-1834)
  - Adel Alí Sah (6 de noviembre de 1834-16 de diciembre de 1834); gobernó en Teherán[15]
  - Hossein Alí Sah (5 de diciembre de 1834-abril de 1835); gobernó en Shiraz, Fars[16]
- Muhámmad Sah Kayar (nacido Muhámmad Mirza, 8 de noviembre de 1834-1848); gobernó en Tabriz desde 8 de noviembre al 31 de enero de 1835. Coronado en Teherán como Sah de Persia el 31 de enero de 1835.
- Nasereddín Shah Kayar (1848-1896)
- Mozaffareddín Sah Kayar (1896-1907)
- Muhámmad Alí Sah Kayar (1907-1909)
- Ahmad Sah Kayar (1909-1925)

## La familia Kayar en el exilio
La familia Kayar en el exilio está actualmente encabezada por el descendiente más viejo de Muhámmad Alí Sah, Sultán Alí Mirza Kayar, mientras que el Heredero Presunto al trono kayar es Muhámmad Hasán Mirza II, el nieto de Muhámmad Hasán Mirza, hermano del sultán Ahmad Sah y heredero. Muhámmad Hasán Mirza murió en Inglaterra en 1943, tras haberse proclamado él mismo sah en el exilio en 1930, después de la muerte de su hermano en Francia.
Según el periodista Matías López de Briñas, especializado en la temática iraní, hoy los descendientes de los Kayar a menudo se identifican a sí mismos como tales y celebran reuniones para conocerse socialmente a través de la Kadjar Family Association.

### Cabezas y herederos presuntos de la dinastía Kayar desde 1925
Cabezas de la Familia Imperial Kayar
El liderazgo de la Familia Imperial es heredada por el descendiente masculino mayor de Muhammad Alí Sah.
- Sultán Ahmad Sah Kayar (1925-1930)
- Fereydún Mirza (1930-1975)
- Sultán Hamid Mirza (1975-1988)
- Sultán Mahmud Mirza (1988)
- Sultán Alí Mirza Kayar (1988-actualidad)

Herederos presuntos de la Dinastía kayar
El heredero presunto es el heredero kayar al trono persa.
- Sultán Ajmad Sah Kayar (1925-1930)
- Muhámmad Hasán Mirza (1930-1943)
- Fereydún Mirza (1930-1975)
- Sultán Hamid Mirza (1975-1988)
- Muhámmad Hasán Mirza II (1988-actualidad)

## Miembros destacados de la familia Kayar
Políticos
- Abdol Hossein Mirza Farmanfarma, primer ministro persa.
- Mass'oud Mirza Zell-e Soltan, gobernador de la provincia de Ispahán.
- Abbas Mirza, príncipe coronado de Fath Alí Sah y líder militar.
- Firouz Mirza Nosrat-ed-Dowleh Farman Farmaian III, destacado político y diplomático.

Literatura
- Irach Mirzá, poeta iraní.

Cultura popular
- Sarah Shahi, actriz y animadora estadounidense; su padre es un kayar iraní.